# Callaspidia
Callaspidia är ett släkte av steklar som beskrevs av Anders Gustav Dahlbom 1842. Callaspidia ingår i familjen glattsteklar.
Kladogram enligt Dyntaxa:
| Callaspidia | \| \| Callaspidia defonscolombei \| \| \| \| \| \| Callaspidia westwoodi \| \| \| \| |
|             | \| \| Callaspidia defonscolombei \| \| \| \| \| \| Callaspidia westwoodi \| \| \| \| |
|             | Callaspidia defonscolombei                                                           |
|             |                                                                                      |
|             | Callaspidia westwoodi                                                                |
|             |                                                                                      |